# On How Life Is
On How Life Is — дебютный студийный альбом американской R&B и соул певицы Мейси Грей, релиз которого состоялся 27 июля 1999 года. Продюсер — Эндрю Слейтер. Альбом стал № 4 в Billboard 200 и в США было распродано 3 200 000 копий.

## Список композиций
| №                   | Название                  | Автор(ы) | Длительность |
| ------------------- | ------------------------- | --- | ------------ |
| 1.                  | «Why Didn't You Call Me»  | Мейси Грей, Джереми Рузумна | 3:14         |
| 2.                  | «Do Something»            | Грей, Деррил Шоу, Рузумна, Дион Мёрдок, Патрик Браун, Реймон Мюррей, Рико Уэйд, Камерон Гипп, Роберт Барнетт, André 3000, Big Boi, Томас Бартон, Грег Мейс, Дерил Барнес, Джордж Клинтон, Герри Шайдер, Берни Уоррелл | 5:00         |
| 3.                  | «Caligula»                | Грей, Суонн, Рузумна | 4:38         |
| 4.                  | «I Try»                   | Грей, Рузумна, Jinsoo Lim, Девид Уайлдер | 3:59         |
| 5.                  | «Sex-O-Matic Venus Freak» | Грей, Рузумна, Мёрдок | 3:57         |
| 6.                  | «I Can't Wait To Meetchu» | Грей, Суонн, Рузумна, Miles Tackett | 5:18         |
| 7.                  | «Still»                   | Грей, Рузумна, Билл Ессес, Джефф Блю | 4:15         |
| 8.                  | «I've Committed Murder»   | Грей, Суонн, Рузумна, Киилу Беквит, Эдди Гаррис, Франсис Ле, Карл Сигман | 5:00         |
| 9.                  | «A Moment To Myself»      | Грей, Рузумна, Такетт, Марк Моралес, Деймон Уибли | 4:00         |
| 10.                 | «The Letter»              | Грей, Джейми Хьюстон, Мэтт Шеррод | 5:38         |
| Общая длительность: | Общая длительность:       | Общая длительность: | 44:55        |

## История релиза
| Регион         | Дата                 | Лейбл |
| -------------- | -------------------- | ----- |
| Япония         | 1 июля 1999 года     | Epic  |
| Великобритания | 5 июля 1999 года     | Sony  |
| Швейцария      | 7 июля 1999 года     | Epic  |
| США            | 27 июля 1999 года    | Epic  |
| Канада         | 27 июля 1999 года    | Epic  |
| Австралия      | 16 августа 1999 года | Sony  |